# 方啟顏
方啓顏（1490年—？），字叔希，湖廣岳州府巴陵縣人，民籍，明朝政治人物。

## 生平
湖廣鄉試第五十七名舉人。正德十六年（1521年）中式辛巳科會試第八十九名，登第三甲第一百二十五名進士。嘉靖三年（1524年）正月授廣東道监察御史。嘉靖四年因使用杖刑打死宦官家人而被革职。

## 家族
曾祖方昭；祖父方宗密；父方藻，母漆氏。重庆下。